# Runyoni
Runyoni är ett vattendrag i Burundi.   Det ligger i provinsen Kirundo, i den norra delen av landet, 120 kilometer nordost om huvudstaden Bujumbura.
Omgivningarna runt Runyoni är en mosaik av jordbruksmark och naturlig växtlighet. Runt Runyoni är det tätbefolkat, med 411 invånare per kvadratkilometer.